# Svarttjärnen (Bygdeå socken, Västerbotten, 712438-174224)
Svarttjärnen är en sjö i Robertsfors kommun i Västerbotten och ingår i Dalkarlsåns huvudavrinningsområde.